# Đảo Brani
Đảo Brani là một hòn đảo nằm ngoài khơi bờ biển phía nam của Singapore, gần Keppel Harbour. Đảo này nằm giữa các đảo chính của Singapore và các đảo nghỉ mát của Sentosa, được nối với đất liền qua Brani ga Avenue. Diện tích của đảo Brani là 1.22 km².